# إيرف هومر
إيرف هومر (بالإنجليزية: Irv Homer)‏ هو مقدم برامج إذاعية أمريكي، ولد في 29 مايو 1924، وتوفي في 24 يونيو 2009 بسبب نوبة قلبية.